# 会田誠
会田 誠（あいだ まこと、1965年10月4日 - ）は、日本の現代美術家、アーティスト。ミヅマアートギャラリー所属。

## 来歴
1965年、新潟県新潟市に生まれる。父は社会学者で新潟大学名誉教授の会田彰。また本人によると、母親はフェミニストであった。
小さい頃は授業中に走り回るなど落ち着きがなく「いまでいう典型的なADHD（注意欠陥・多動性障害）」だったという。「基本的に飽きっぽくて同じ絵を繰り返し描くことができない」と本人が語っている。
新潟県立新潟南高等学校卒業後、代々木ゼミナール造形学校を経て、1989年東京芸術大学油画専攻卒業、1991年東京芸術大学大学院修了（油画技法材料第一研究室：佐藤一郎）。在学中に小沢剛、加藤豪らと同人誌『白黒』（1 - 3号）を発行。1993年、レントゲン藝術研究所で開催された「fo(u)rtunes part2」でデビュー。
2003年には、会田自身の制作を追ったドキュメンタリー映画『≒会田誠』（ビー・ビー・ビー株式会社）が公開。
2005年、写真「Girls Don't Cry 2003」の一つが香港クリスティーズにおいて9253ドル（約110万円）で落札された。
2012年11月10日には渡辺正悟監督によるドキュメンタリー映画『駄作の中にだけ俺がいる』が公開。
2013年、第8回安吾賞受賞。

## 私生活
現代美術家岡田裕子と2001年に谷中墓地で式を挙げ結婚した。会田は、岡田裕子の半生を描いたドキュメンタリー風ドラマ『ふたつの女』（監督・ダーティ工藤、2007年）にも出演した。
息子は会田寅次郎。

## 論争・訴訟

### 森美術館での問題
2012年12月に森美術館で開催された個展「会田誠展： 天才でごめんなさい」の際に、性暴力に反対する市民団体が、児童ポルノで性的虐待を肯定する表現として、公共空間である美術館で展示することを問題視した。「食用人造少女・美味ちゃん」、「犬」シリーズ、等身大のゴキブリの像と女性が性行為をしている様子の写真は性的虐待を肯定しており、女性の尊厳を傷つけていることなどを取り上げた。また、美術評論家の松岡久美子は「欧米の美術館では決して許されない、女性は弱い立場であってこそエロとして感じる男性の見方が背景にあるのではないか」と疑問を呈した。美術館側は「われわれが作者の業績をたたえるためにも網羅するために展示する必要があった」と説明した。それに対し、米国の法務研究者であるダグラス・マクレーンは、「欧米ではこのような女性やこどもへの暴力を賛美するような絵が美術館で公開されることはほぼ無く、国によって法律は異なるが、仮に違法でなくとも展示が避けられるのは、このような絵の展示は性暴力を正当化するという市民の共通の認識があるからだ」と森美術館の展示を厳しく批判した。一方、一部の欧米のメディアからは、会田の作品は日本における "bad boy" 目線の象徴的芸術として受け取られている。

### 東京都現代美術館での問題
2015年7月に東京都現代美術館で開催された子ども向けの企画展「おとなもこどもも考える ここは誰の場所？」にて、会田家名義で発表された作品「檄」について、同館から撤去、または改変が要請されたとして物議を醸した。市民からの一件の抗議を受けての都、美術館側の判断であった。同館はおよそ一週間後、要請を撤回。作品は会期中そのまま展示された。

### 京都造形大学での問題
2018年4月から6月に京都造形芸術大学・東京藝術学舎で開かれた全五回別々の講師が来る社会人向け「ヌードを通して、芸術作品の見方を身につける」という公開講座を受講していた39歳の美術モデルの女性が、5月15日の第3回ゲスト講師会田の講義も受講した。女性は、これが大学の授業なのかと激しい衝撃を受け、急性ストレス障害を発症、「作家の作品の是非ではなく、環境を作り出したことが問題だ」「大学は、セクハラ禁止のガイドラインをもうけており、公開講座を運営するにあたっても、セクハラ対策をすべき」「作家の作品の是非や、セクハラ言動そのものでなく、そうした環境を作り出したことに問題があった」として、大学側を提訴した。これに対し、会田は「僕は芸術が『落ち着いた文化教養講座』の枠に押し込められることへの抵抗を、デビュー以来大きなモチベーションとしてきた作り手だ」とツイッター上で反論した。また、女性は男性器が露出した作品を何枚も拡大して見せる第5回目の鷹野隆大の講義に関しても、自分自身が過去に露出狂に遭遇した経験を思い出すとして、問題だとした。鷹野は、講義に当たって、これから見せる作品に男性器が写ったものがあるが、見たくない人は挙手すればその写真は省くと事前に通告したが、誰も挙手しなかったため、見せたと弁明した。女性は裁判の焦点は、あくまでも会田の作品が芸術か、わいせつかという視点ではなく、大学側の企画・運営責任の追及にあるとしている。大学を運営する学校法人「瓜生山学園」に対して、慰謝料など計約333万円を求める訴訟が起こされた。判決は2020年12月4日、東京地方裁判所（伊藤繁裁判長）にて言い渡され、約35万円の賠償を命じた。

## 作品
絵画
- 河口湖曼荼羅（1987年）
- 犬（1989年）
- 無題（通称：電信柱）（1990年）
- 火炎縁蜚蠊図（かえんぜつごきぶりず）（1991年）
- 火炎縁雑草図（1991年）
- あぜ道（1991年） (豊田市美術館蔵)
- デザイン（1992年）
- 巨大フジ隊員VSキングギドラ（1993年）
- ポスター（1994年）
- 無題（通称：駄作の中にだけ俺がいる）（1995年）
- 美しい旗（戦争画RETURNS）（1995年）
- 戦争画RETURNS（1996年）（高橋コレクション (高橋龍太郎 (精神科医)蔵）
- 紐育空爆之図（にゅうようくくうばくのず）（戦争画RETURNS）（1996年）(高橋コレクション 蔵)
- 題知らず（戦争画RETURNS）（1996年）
- 大皇乃敝尓許曽死米（おおきみのへにこそしなめ）（戦争画RETURNS）（1996年）
- ミュータント花子（1997年）
- スペース・ウンコ（1998年）
- スペース・ナイフ（1998年）
- 犬（雪月花のうち“雪”）（1998年）
- たまゆら（戦争画RETURNS）（1999年）
- 無題（2001年）[16]
- ジューサーミキサー（2001年）
- 食用人造少女・美味ちゃん（2001年）
- 新宿御苑大改造計画（2001年）
- 切腹女子高生（2002年）
- 人プロジェクト（2002年）
- 大山椒魚（2003年）
- じょうもんしきかいじゅうのうんこ（2003年）
- ？鬼（2003年）
- 無題（通称：考えてませ～ん）（2004年）
- ボク、169ページのマンガを描いたよ！（2005年）
- ヴィトン（2007年）
- 727（2007年）
- 滝の絵（2007-10年）
- 万札地肥瘠相見図（原画）（2007年）
- 灰色の山（2009-11年）
- 1+1=2（2010年）
- ニトログリセリンのシチュー（2012年）
- Jumble of 100 Flowers（2012年）
- 考えない人（2012年）
- 電信柱、カラス、その他（2012年）
- MONUMENT FOR NOTHING Ⅳ（2012年）
- 檄（2015年）
- 「ランチボックス・ペインティング」シリーズ（2016年）
- 梅干し（2021年）

立体作品
- 自殺未遂マシーン（2001年）
- 新宿城（2002年）
- 愛ちゃん盆栽（2005年）
- コメットちゃん（2014年）
- MONUMENT FOR NOTHING V〜にほんのまつり〜（2019年）
- 東京城（2021年）（文化プログラム「パビリオン・トウキョウ2021」にて展示[17][18]）

書籍
- 『青春と変態』（小説、ABC出版、1996年、ちくま文庫、2003年）
- 『ミュータント花子』（漫画、ABC出版、1997年）
- 『Lonely Planet 孤独な惑星』（画集、DANぼ出版、1998年）
- 『三十路』（画集、ABC出版、2001年）
- 『MONUMENT FOR NOTHING』（画集、グラフィック社、2007年）
- 『カリコリせんとや生まれけむ』（エッセイ集、幻冬舎、2010年、幻冬舎文庫、2012年）
- 『少女ポーズ大全』（会田誠監修・モデルほしのあすか、コスミック出版、2011年）
- 『美しすぎる少女の乳房はなぜ大理石でできていないのか』（エッセイ集、幻冬舎、2012年、幻冬舎文庫、2015年）
- 『げいさい』（小説、文藝春秋、2020年）
- 『性と芸術』（幻冬舎、2022年）

共著
- 『戦争画とニッポン』（講談社、2015年、椹木野衣との共著）

映像
- 上野バンタロン日記（1990年）
- たいらっぴょう（1995年）
- 日本に潜伏中のビン・ラディンと名乗る男からのビデオ（2005年）
- 一人デモマシーン（サラリーマン反対＠麹町）（2005年）
- おにぎり仮面の小さすぎる旅（2005年）
- 美術と哲学#2 フランス語、ドイツ語、英語（2011年）
- 国際会議で演説をする日本の総理大臣と名乗る男のビデオ（2014年）

関連作品
- 映画「≒会田誠　無気力大陸」 (2003年) - 玉利祐助監督によるドキュメンタリー作品
- DVD「アートアイドル声ちゃんの変躰ランド」（2004年）
- 映画「駄作の中にだけ俺がいる」（2012年）- 渡辺正悟監督によるドキュメンタリー作品
- 映画「春の画 SHUNGA」（2023年公開予定） - 平田潤子監督によるドキュメンタリー作品[19]

## 展覧会
（出典：）
個展・二人展
- 「絵は四角くなくなくてもよい」（谷中フルフル、1992年）
- 「ポスター」（同和火災ギャラリー、1994年）
- 「さりん」（なすび画廊、1994年）
- 「戦争画RETURNS」（ギャラリーなつか、1996年）
- 「NO FUTURE」（ミヅマアートギャラリー、1996年）
- 「パリ・津田沼」（ミヅマアートギャラリー、1998年）
- 「道程」（三菱地所アルティアム、1999年）
- 「男の酒」（ミヅマアートギャラリー、2000年）
- 「会田誠・岡田（会田）裕子・会田寅次郎 三人展」（ミヅマアートギャラリー、2001年）
- 「会田誠展-食用人造少女・美味ちゃん-」（ナディッフ、2001年）
- 「Drink,SAKE alone.」（Lisa Dent Gallery サンフランシスコ、2005年）
- 「Donki-Hote」（Man in the Holocene at IBID Projects ロンドン、2005年）
- 「恋の前厄」（ミヅマアートギャラリー、2005年-2006年）
- 「会田誠の映像ダヨ！全員集合！！」（ミヅマアートギャラリー、2006年）
- 「Picuture of Mountain Stream and others」（Andrew Roth Inc ニューヨーク、2006年）
- 「アートで候 会田誠・山口晃展」（上野の森美術館、2007年）
- 「会田誠展： 天才でごめんなさい」（森美術館、2012年-2013年）
- 「会田誠展」(Galerie Perrotin 香港、2014年）
- 「はかないことを夢もうではないか、そうして、事物のうつくしい愚かしさについて思いめぐらそうではないか。」（ミヅマアートギャラリー、2016年）
- 「大江泰喜 会田誠：原爆が 落ちる前 落ちた後」 （Garter、2017）
- 「MAMコレクション008: 会田誠とChim↑Pomのカラス」（森美術館／2018）
- 「GROUND NO PLAN」（青山クリスタルビル／2018）[21]
- 「愛国が止まらない」（ミヅマアートギャラリー、2021年）
- 「会田誠・曽根裕展 －・－・　・－　－・　・－・・　・－－　－・・－　・・－－　－・・　・・　－－－　・－－－－　・・－－－　－－－－－　－－－・・〜侵攻の記憶」（ミヅマアートギャラリー、2022年）
- 「《混浴図》への道」（Gallery & Restaurant舞台裏、2024年）

グループ展
- 「fou(r)tunes part2」（レントゲン藝術研究所、1993年）
- 「Happy Violence」（名古屋市政資料館（愛知）、1994年）
- 「絵でしか言えない」（同和火災ギャラリー、1994年）
- 「Smooth Surface」（レントゲン藝術研究所、1994年）
- 「PAP OPENING EXHIBITION」（PAP FACTORY、1995年）
- 「Collection/Selection」（レントゲン藝術研究所、1995年）
- 「ダンボールとブルーシート」（東京、1995年）
- 「モルフェ'95　亀裂A地点展」（ミヅマアートギャラリー、1995年）
- 「写真で語る」（東京芸術大学陳列館、1995年）
- 「TOKYO POP」（平塚市美術館、1996年）
- 「昭和40年会」（シナプス画廊、1996年）
- 「on camp/off base」（東京ビッグサイト、1996年）
- 「アートシーン90-96」（水戸芸術館、1996年）
- 「HOLY GIFT vol.1」（ミヅマアートギャラリー、1996年）
- 「こたつ派」（ミヅマアートギャラリー、1997年）
- 「Document&Art」（アートミュージアムギンザ、1997年）
- 「美人画」（ミヅマアートギャラリー、1997年）
- 「昭和40年会」（ギャラリーメトロポリタン（バルセロナ）、1997年）
- 「HOLY GIFT vol.2」（ミヅマアートギャラリー、1998年）
- 「TAKEOコミュニケーションデザイン1998」（スパイラル、1998年）
- 「TOKYO ELEGANCE」（リーセントギャラリー（北海道）、1998年）
- 「SO WHAT?-Donai ya nen」（エコール・デ・ボザール（パリ）、1998年）
- 「昭和40年世代-東京からの声」（エスパース・フロン　ローザンヌ（ドイツ）、1998年）
- 「昭和40年世代-東京からの声」（ACC　ワイマール（ドイツ）、1998年）
- 「VOCA'99」（上野の森美術館、1999年）
- 「昭和40年世代-東京からの声」（現代美術製作所、1999年）
- 「日本現代絵画の展望展」（東京ステーションギャラリー、1999年）
- 「日本ゼロ年」 『戦争画RETURNS』シリーズを新旧作交えて出展（水戸芸術館、1999年）
- 「会田誠、田中功起」（ミヅマアートギャラリー、2002年）
- 「Animate。」展（福岡アジア美術館、2005年）
- 「おとなもこどもも考える ここはだれの場所？」（東京都現代美術館、2015年）
- 「Cosmos/Intime － Collection Takahashi」Maison de la culture du Japon à Paris （フランス、2015年）
- 「メッセージズ － 高橋コレクション 草間彌生からチームラボまで」（十和田市現代美術館、2015年）
- 「障害（仮）」（鞆の津ミュージアム、2015年）
- 「Gender, Genitor, Genitalia － Rokudenashiko Tribute」（Woofer Ten、香港、2015年）
- 「FURTHER TOWARDS THE FUTURE」（ミヅマギャラリー、シンガポール、2015年）
- 「Unveiling Fundamentals in Contemporary Art Through Asia」（OHD Museum インドネシア、2015年）
- 「高橋コレクション展 ミラー・ニューロン」（東京オペラシティ アートギャラリー、2015年）
- 「尾形光琳300年忌記念特別展「燕子花と紅白梅 光琳アート － 光琳と現代美術」（MOA美術館、2015年）
- 「タグチヒロシ・アートコレクション パラダイムシフト　てくてく現代美術 世界一周」（岐阜県美術館、2015年）
- 「高橋コレクション　マインドフルネス！2016」（高知県立美術館、2016年）
- 「釜山ビエンナーレ2016　an/other avant-garde china-japan-korea」（釜山市立美術館、韓国、2016年）
- 「昭和40年会 男木学校 P.SS.40 （瀬戸内国際芸術祭2016）」（旧梅乃屋旅館、2016年）
- 「現在戦争画展」（TAV GALLERY、2016年）
- 「ぐるっと展望！現代アート入門―高橋コレクション―」（金津創作の森、2016年）
- 「Rewind: Selections from the Harold and Ruth Newman NewMedia Collection」（Asia Society アメリカ、2016年）
- 「タグチ・アートコレクション しあわせの相関図」（三菱地所アルティアム、2016年）
- 「高松市美術館コレクション展―いま知りたい、私たちの「現代アート」」（高松市美術館 、2016年）
- 「4th Annual Collectors’ Contemporary Collaboration － Intimate Curiosity」（Hong Kong Art Center 香港、2016年）
- 「アートのなぞなぞ − 高橋コレクション展」 静岡県立美術館、2017年）
- 「THEドラえもん展 TOKYO 2017」 森アーツセンターギャラリー／東京（2018 高岡市美術館／富山、松坂屋美術館／名古屋、愛知、2019 大阪文化館・天保山／大阪、2020 新潟県立万代島美術館へ巡回）   、2017年）
- 「Japanorama: New Vision on Art since 1970」 Centre Pompidou – Metz／メッス、フランス、2017年）
- 「海と山のアート回廊」 尾道市立美術館／広島、2017年）
- 「GLOBAL NEW ART – タグチ・アートコレクションのエッセンス」 ウッドワン美術館／広島、2017年）
- 「高橋コレクション・マインドフルネス 2017」 山形美術館、2017年）
- 「藝「大」コレクション−パンドラの箱が開いた！」 東京藝術大学大学美術館、2017年）
- 「COOL JAPAN」 Museum Volkenkunde／ライデン、オランダ、2017年）
- 「高橋コレクションの宇宙」 熊本市現代美術館、2017年）
- 「Imaginary Asia」 Nam June Paik Art Center／京畿道、韓国、2017年）

- 「8th Yeosu International Art Festival: Now Here Once Again」（Yeosu EXPO Exhibition Hall 韓国、2018年）
- 「Two houses: Politics and histories in the contemporary art collections of John Chia and Yeap Lam Yang」（Institute of Contemporary Arts Singapore シンガポール、2018年）
- 「高橋コレクション｜顔と抽象 – 清春白樺美術館コレクションとともに」（光の美術館、2018年）
- 「Oh！マツリ☆ゴト 昭和・平成のヒーロー＆ピーポー」展（兵庫県立美術館、2019年）
- 「未来美展3」 天文館ニワビル、2019年）
- 「未来と芸術展：AI、ロボット、都市、生命 — 人は明日どう生きるのか」（森美術館、2019年）
- 「自由の不自由展 – 吉祥寺トリエンターレ2019」（Gallery ナベサン、2019年）
- 「昭和40年会 Korea – Japan Interchange Exhibition <50/50>」（Multiplex Art Salon 韓国、2019年）
- 「Japan Unlimited」（frei_raum Q21 exhibition spaces オーストリア、2019年）
- 「TOKYO2021 un/real engine – 慰霊のエンジニアリング」（TODA BUILDING、2019年）
- 「The ends of freedom」（HALLE14 ドイツ、2019年）
- 「高橋コレクション展 アートのふるさと」（鶴岡アートフォーラム、2019年）
- 「MAMコレクション010：フェイクニュース？」（森美術館、2019年）
- 「豊田市美術館リニューアルオープン記念コレクション展 世界を開くのは誰だ？」（豊田市美術館、2019年）
- 「平成31年春の有隣荘特別公開　緑御殿的美緑 –ミレー、セザンヌ、会田誠、ロスコ色々」（大原美術館　有隣荘、2019年）
- 「東京インディペンデント2019」（東京藝術大学大学美術館陳列館、2019年）
- 「リニューアル・オープン記念展 百年の編み手たち –流動する日本の近現代美術−」（東京都現代美術館、2019年）
- 「インポッシブル・アーキテクチャー – もうひとつの建築史」 埼玉県立近代美術館（新潟市美術館、広島市現代美術館、国立国際美術館へ巡回、2019-2020年）
- 「生きている東京展 アイラブアート 15」 （ワタリウム美術館、2020年）
- 「アーリー90’s トーキョー アートスクアッド」 （アーツ千代田3331、2020年）
- 「パビリオン・トウキョウ2021」（国立競技場を中心とする複数の場所、2021）